# Jabiru

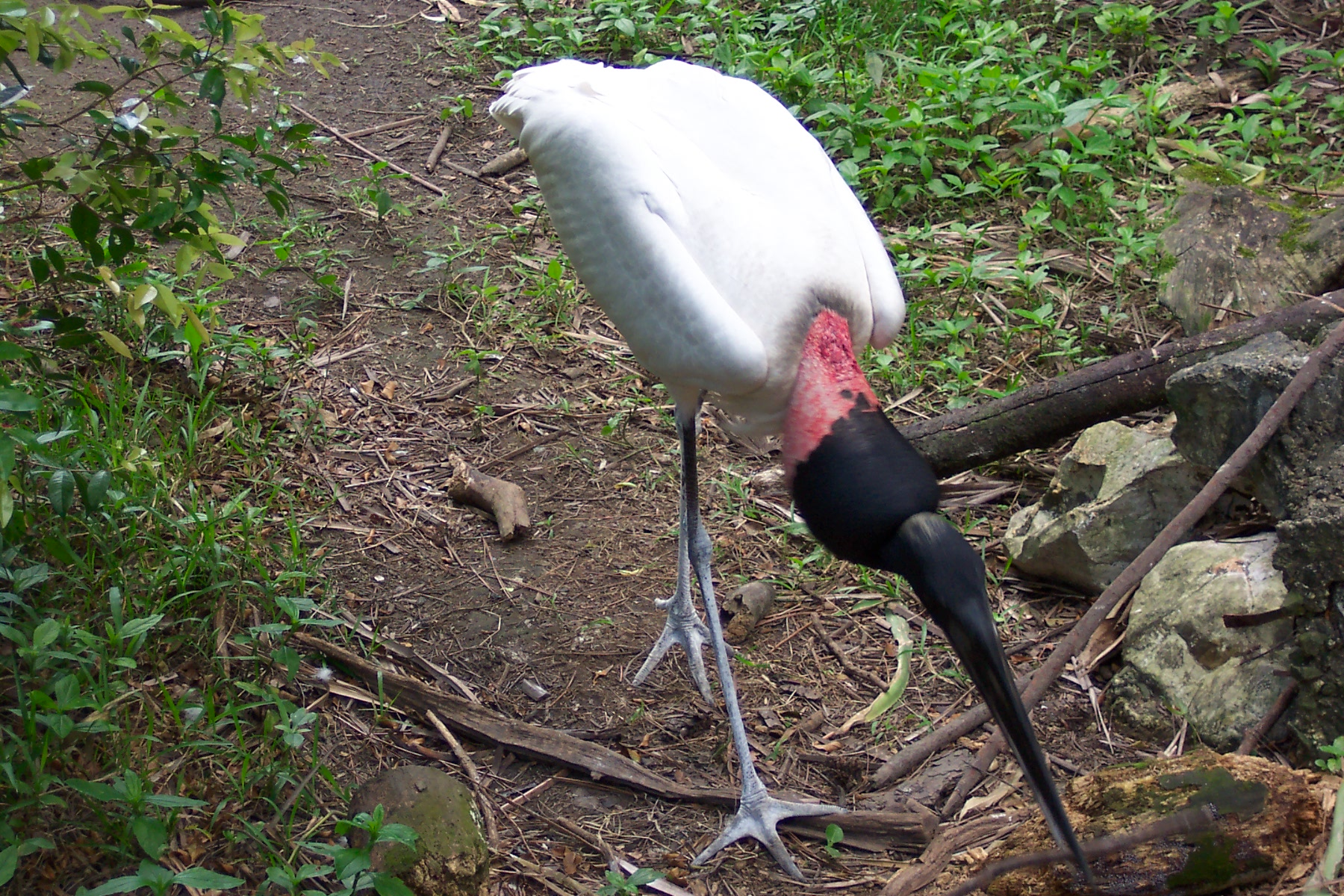

A jabiru (Jabiru mycteria) a madarak (Aves) osztályának gólyaalakúak (Ciconiiformes) rendjébe, ezen belül a gólyafélék (Ciconiidae) családjába tartozó Jabiru madárnem egyetlen faja.

## Előfordulása
Az Amerikai Egyesült Államok, Mexikó, Suriname, Trinidad és Tobago, Belize, Costa Rica, Honduras, Guatemala, Ecuador, Salvador, Nicaragua, Panama, Francia Guyana, Guyana, Argentína, Bolívia, Brazília, Kolumbia, Paraguay, Peru és Venezuela területén honos.

## Megjelenése
Magassága 150 centiméter, szárnyfesztávolsága 280 centiméter, testtömege pedig 8 kilogramm. Csőre, feje és nyaka felső része fekete, az alsó vörös. A tollazata fehér.
|  |

## Életmódja
Tápláléka halakból, kétéltűekből és puhatestűekből áll.